# 9070 Ensab
A 9070 Ensab (ideiglenes jelöléssel 1993 OZ2) a Naprendszer kisbolygóövében található aszteroida. Carolyn Jean Spellmann Shoemaker és David Levy fedezte fel 1993. július 23-án.